# Ilha Ziegler
A ilha Ziegler (em russo:  Остров Циглера, Ostrov Tsiglera) é uma ilha no norte da Terra de Francisco José, no norte da Rússia (no Óblast de Arkhangelsk), com 448 km2 de área. Faz parte do sub-arquipélago da Terra de Zichy e está separada da ilha Greely por um pequeno estreito. O seu ponto mais elevado está a 554 m de altitude.
É assim denominada em homenagem a William Ziegler, empresário norte-americano (1843-1905) e líder da Expedição Polar Baldwin-Ziegler de 1901, nos navios America, Fridtjof e Belgica, e da Expedição Polar Ziegler de 1903-1905.

## Imagem de satélite

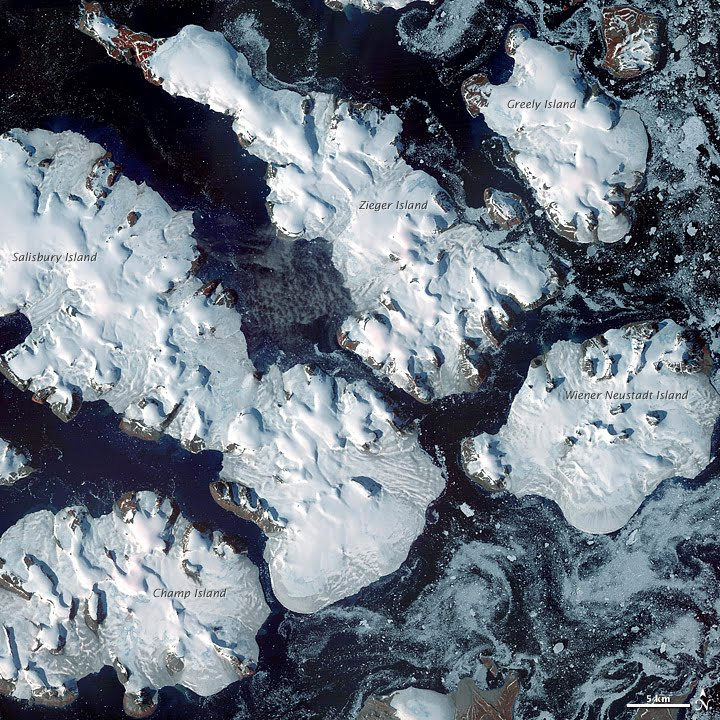
Várias ilhas da Terra de Francisco José